# فرانک اسلوتاک
فرانک اسلوتاک (انگلیسی: Franke Sloothaak؛ زادهٔ ۲ فوریهٔ ۱۹۵۸) سوارکار پرش اهل آلمان غربی بود.